# 格朗特维尔
格朗特维尔（法語：Grentheville，法語發音：[ɡʁɑ̃tvil] ⓘ）是法国卡尔瓦多斯省的一个市镇，属于卡昂区。

## 地理
格朗特维尔（49°8'55"N, 0°17'13"W）面积4.08 平方千米，位于法国诺曼底大区卡爾瓦多斯省，该省份为法国西北部沿海省份，北濒大西洋英吉利海峡，东北与滨海塞纳省以海上边界相接，东临厄尔省，南至奧恩省，西与芒什省接壤。
与格朗特维尔接壤的市镇（或旧市镇、城区）包括：卡尼、科尔梅勒-勒鲁瓦亚勒、弗雷努维尔、伊夫、蒙德维尔、索利耶。

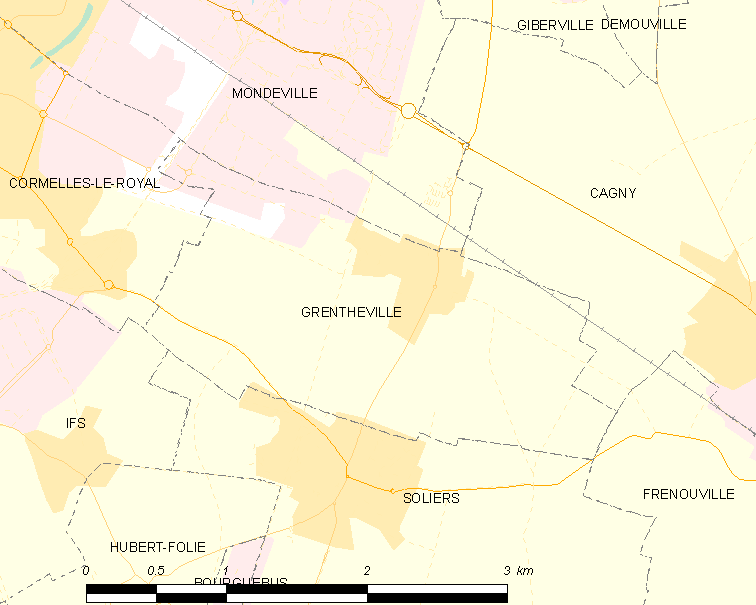
格朗特维尔的OSM定位图

格朗特维尔的时区为UTC+01:00、UTC+02:00（夏令时）。

## 行政
格朗特维尔的邮政编码为14540，INSEE市镇编码为14319。

## 政治
格朗特维尔所属的省级选区为埃夫勒西县。

## 人口

1962-2008年间格朗特维尔人口变化图示

格朗特维尔于2022年1月1日时的人口数量为1005人。